# Salmon River (Vancouver Island)
Der Salmon River (engl. für „Lachsfluss“) ist ein 92 km langer Fluss im Nordosten von Vancouver Island in der kanadischen Provinz British Columbia.

## Flusslauf
Der Salmon River entspringt auf einer Höhe von 1240 m im Bergland im Nordwesten des Strathcona Provincial Parks. Er fließt anfangs ein kurzes Stück nach Norden, bevor er sich nach Nordosten wendet. Flankiert wird das Flusstal im Westen vom 1741 m hohen Mount Judson. Nach 35 km wendet sich der Salmon River nach Nordwesten und mündet schließlich bei Sayward in die Johnstone-Straße. Im Unterlauf weist der Fluss zahlreiche Flussschlingen auf. Die wichtigsten Nebenflüsse des Salmon River sind Memekay River und White River, beide von links.

## Flussableitung
In den 1950er Jahren wurde bei Flusskilometer 58 am Salmon River ein Wehr (⊙) errichtet, oberhalb welchem ein Ableitungskanal 7 km nach Osten zum Brewster Lake führt. Dieser wird nach Süden zum Campbell Lake entwässert. Das abgeleitete Wasser wird somit den am Unterlauf des Campbell River gelegenen Wasserkraftwerken zugeführt. Beim Bau des Wehres stellte dieses kein Hindernis für die Fischwanderung im Fluss dar, da sich flussabwärts ein natürliches Hindernis befand. In den 1970er Jahren wurde dieses natürliche Hindernis vom BC Ministry of Environment (MOE) entfernt. Dadurch wurde der Fluss bis zum Wehr für Wanderfische zugänglich. Der Betreiber des Wehrs ist BC Hydro. In den letzten Jahren gab es Planungen für die Errichtung einer Fischtreppe und weiterer baulicher Maßnahmen, um das Quellgebiet des Salmon River für die Wanderfische künftig zugänglich zu machen.

## Hydrologie
Der Salmon River entwässert ein Areal von etwa 1260 km². Der mittlere Abfluss 13,5 km oberhalb der Mündung beträgt 63,7 m³/s. In den Sommermonaten Juli bis September führt der Salmon River die geringsten Wassermengen.

## Flussfauna
Im Salmon River kommen neben der Steelhead-Forelle verschiedene Lachs-Arten wie der Silberlachs vor.